# Orăştie
Orăștie (rumænsk udtale: [orəʃˈti.e]; tysk: Broos, ungarsk: Szászváros, latin: Saxopolis) er en by i distriktet Hunedoara i det sydvestlige Transsylvanien, i det centrale Rumænien.
Byen har 16.825 (2021) indbyggere.

## Geografisk beliggenhed
Den lille by Orăștie ligger på den sydlige del af det Transsylvanske Plateau, ca. 4  kilometer syd for Mureș (Mieresch), nord for Șureanu-bjergene (Mühlbach-bjergene). Byen ligger ca. 30 kilometer øst for distriktshovedstaden Deva (Diemrich), hvor floden Sibișel munder ud i floden Orăștie,  en venstre biflod til Mureș - ved Europavej E68 og Arad-Alba Iulia jernbanelinjen.